# Legionellales
Legionellales são uma ordem de Proteobacteria. Como todos os Proteobacteria, eles são Gram-negativas. Que incluem duas famílias, tipificadas por Legionella e Coxiella, respectivamente, ambas as quais incluem agentes patogênicos notáveis. Por exemplo, a febre Q é causada pela Coxiella burnetii e o Legionella pneumophila causa a doença do legionário.